# Aristosyrphus carpenteri
Aristosyrphus carpenteri är en tvåvingeart som först beskrevs av Hull 1945.  Aristosyrphus carpenteri ingår i släktet Aristosyrphus och familjen blomflugor. Inga underarter finns listade i Catalogue of Life.